# Saropogon specularis
Saropogon specularis är en tvåvingeart som beskrevs av Mario Bezzi 1916. Saropogon specularis ingår i släktet Saropogon och familjen rovflugor. Inga underarter finns listade i Catalogue of Life.